# 탈리코타 전투

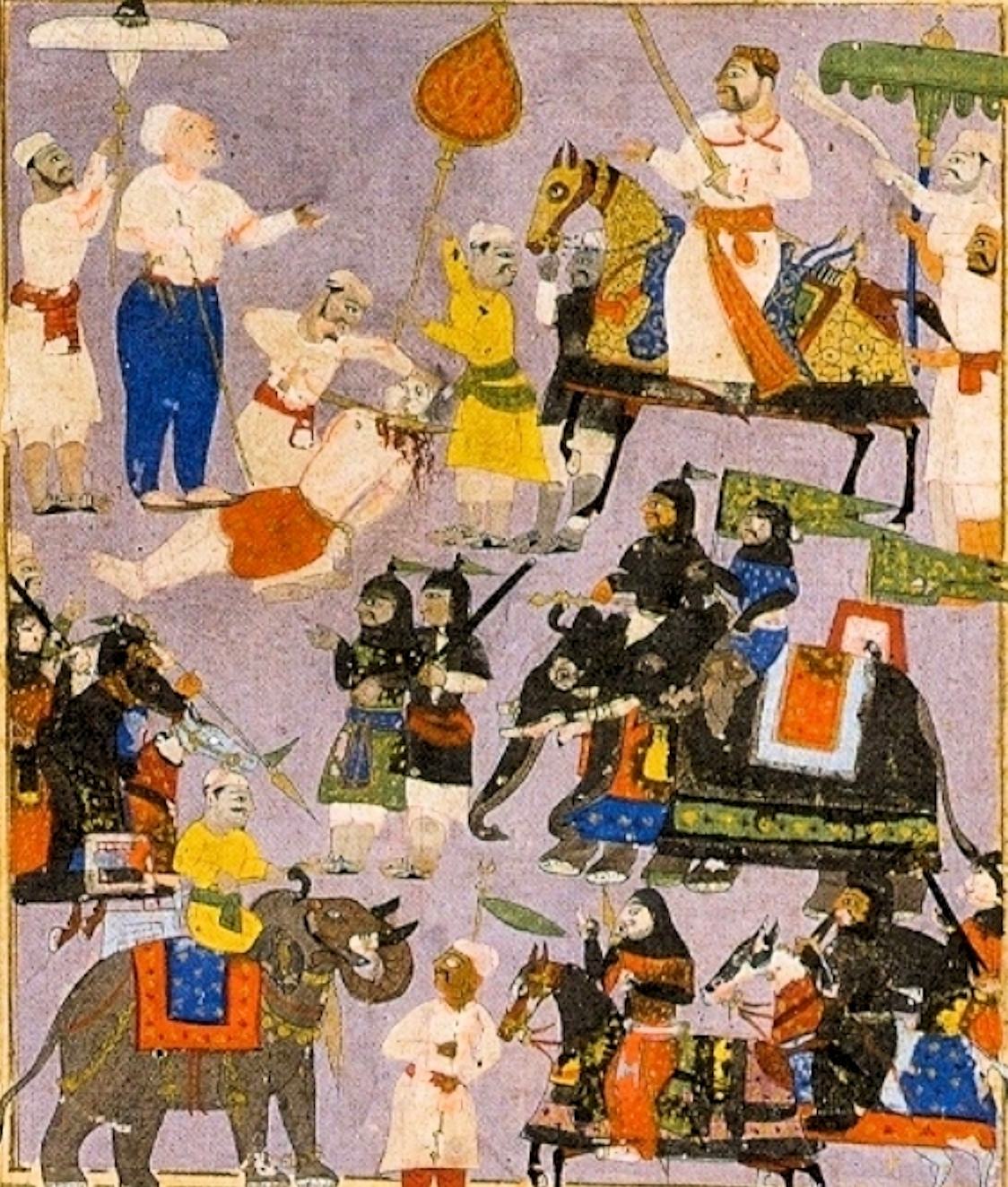

탈리코타 전투는 비자야나가라 제국과 데칸 술탄국 동맹 간 벌어진 전투이다.
알리야 라마 라야가 패배하면서 끝내 정체(政體)의 붕괴로 이어졌고 데칸의 정치가 재성되는 결과를 낳았다.
이 전투의 세세한 부분과 여파는 1차 출처에 따르면 재건이 어렵기로 악명이 높았다. 패배는 보통 상대적인 군력차에 비난이 가해졌다. 동양학자와 애국주의역사가들은 이 전투가 힌두교인과 무슬림인 간 문명 충돌로 주장하였다. 이 관점은 그 뒤로 힌두트바 담화에 투영되었다. 현대의 학자들은 이러한 묘사를 문제로 받아들이는 것을 거부한다.